# Ana Moceyawa
Ana Moceyawa (2 de noviembre de 1989) es una deportista neozelandesa que compitió en judo. Ganó dos medallas en el Campeonato de Oceanía de Judo en los años 2006 y 2010.

## Palmarés internacional
| Campeonato de Oceanía | Campeonato de Oceanía | Campeonato de Oceanía | Campeonato de Oceanía |
| Año                   | Lugar                 | Medalla               | Categoría             |
| --------------------- | --------------------- | --------------------- | --------------------- |
| 2006                  | Papeete (Francia)     | Medalla de oro        | –52 kg                |
| 2010                  | Canberra (Australia)  | Medalla de plata      | –63 kg                |